# 国鉄ケ160形蒸気機関車
ケ160形は、かつて日本国有鉄道およびその前身である鉄道省等に在籍した、特殊狭軌線用タンク式蒸気機関車である。

## 概要
鉄道省が、工事用に1922年（大正11年）に雨宮製作所で10両（ケ160 - ケ169）を製造した、車軸配置0-6-0(C)、公称8トン、飽和式2気筒単式のサイドタンク機関車である。特徴的なのは、蒸気ドームの頂上に置かれた大きな加減弁で、このあたりは先行するケ100形（第1種）と共通する意匠である。設計は、雨宮側が行い、鉄道省が承認する形であった。他に、類似した形態の機関車を雨宮製作所は製造していない。また、本形式は雨宮製作所が鉄道省から受注した最後の形式となった。
これらは1922年9月に落成し、ケ160 - ケ162の3両は東京建設事務所、ケ163 -  ケ165の3両は長岡建設事務所、ケ166の1両は大分建設事務所、ケ167, ケ168の2両は秋田建設事務所、ケ169の1両は新庄建設事務所に配置された。その後は、ケ165を除いて一度は上越線（清水トンネル）の建設に従事したことがあり、ケ160とケ167以外の8両は晩年、信濃川電気事務所（信濃川発電所）に集結した。残りの2両の最後は岡山建設事務所での赤穂線の建設であった。
廃車は、ケ167が1951年（昭和26年）度、ケ160が1953年（昭和28年）度であった。信濃川電気事務所の8両は、1954年（昭和29年）8月に一斉に廃車となった。そのうち、ケ167については、井笠鉄道に貸し出された記録が残っている。
施設局における車蒸番号は、番号順に7, 9, 26, 6, 10, 23, 17, 8, 20, 21であった。

## 主要諸元
- 全長：5,450mm
- 全高：2,800mm
- 最大幅：1,650mm
- 軌間：762mm
- 車軸配置：0-6-0(C)
- 動輪直径：572mm
- 弁装置：ワルシャート式
- シリンダー（直径×行程）：178mm×305mm
- ボイラー圧力：11.2kg/cm2
- 火格子面積：0.36m2
- 全伝熱面積：11.5m2
- 機関車運転整備重量：8.37t
- 機関車動輪上重量（運転整備時）：8.37t
- 機関車動輪軸重（各軸均等）：2.7t
- 水タンク容量：0.80m3
- 燃料積載量：0.26t
- 機関車性能
  - シリンダ引張力：1,610kg
- ブレーキ方式：手ブレーキ